# AG2R La Mondiale 2015
Questa voce raccoglie le informazioni riguardanti la squadra ciclistica AG2R La Mondiale nelle competizioni ufficiali della stagione 2015.

## Organico

### Staff tecnico
TM=Team manager; DS=Direttore sportivo.
|  | Naz.                | Ruolo | Sportivo         |  |  |  |
|  | ------------------- | ----- | ---------------- |  |  |  |
|  | Francia (bandiera)  | TM    | Vincent Lavenu   |  |  |  |
|  | Francia (bandiera)  | DS    | Laurent Biondi   |  |  |  |
|  | Francia (bandiera)  | DS    | Didier Jannel    |  |  |  |
|  | Francia (bandiera)  | DS    | Julien Jurdie    |  |  |  |
|  | Lituania (bandiera) | DS    | Artūras Kasputis |  |  |  |
|  | Francia (bandiera)  | DS    | Gilles Mas       |  |  |  |

### Rosa
|  | Naz.                   |  | Sportivo                | Anno |  |  |
|  | ---------------------- |  | ----------------------- | ---- |  |  |
|  | Lituania (bandiera)    |  | Gediminas Bagdonas      | 1985 |  |  |
|  | Belgio (bandiera)      |  | Jan Bakelants           | 1986 |  |  |
|  | Francia (bandiera)     |  | Romain Bardet           | 1990 |  |  |
|  | Francia (bandiera)     |  | Julien Bérard           | 1987 |  |  |
|  | Colombia (bandiera)    |  | Carlos Alberto Betancur | 1989 |  |  |
|  | Francia (bandiera)     |  | Guillaume Bonnafond     | 1987 |  |  |
|  | Francia (bandiera)     |  | Mikaël Cherel           | 1986 |  |  |
|  | Francia (bandiera)     |  | Maxime Daniel           | 1991 |  |  |
|  | Francia (bandiera)     |  | Axel Domont             | 1990 |  |  |
|  | Francia (bandiera)     |  | Samuel Dumoulin         | 1980 |  |  |
|  | Francia (bandiera)     |  | Hubert Dupont           | 1980 |  |  |
|  | Lussemburgo (bandiera) |  | Ben Gastauer            | 1987 |  |  |
|  | Francia (bandiera)     |  | Damien Gaudin           | 1986 |  |  |
|  | Francia (bandiera)     |  | Alexis Gougeard         | 1993 |  |  |
|  | Germania (bandiera)    |  | Patrick Gretsch         | 1987 |  |  |
|  | Canada (bandiera)      |  | Hugo Houle              | 1990 |  |  |
|  | Francia (bandiera)     |  | Quentin Jauregui        | 1994 |  |  |
|  | Francia (bandiera)     |  | Blel Kadri              | 1986 |  |  |
|  | Francia (bandiera)     |  | Pierre-Roger Latour     | 1993 |  |  |
|  | Francia (bandiera)     |  | Sébastien Minard        | 1980 |  |  |
|  | Francia (bandiera)     |  | Lloyd Mondory           | 1982 |  |  |
|  | Italia (bandiera)      |  | Matteo Montaguti        | 1984 |  |  |
|  | Italia (bandiera)      |  | Rinaldo Nocentini       | 1977 |  |  |
|  | Francia (bandiera)     |  | Jean-Christophe Péraud  | 1977 |  |  |
|  | Italia (bandiera)      |  | Domenico Pozzovivo      | 1982 |  |  |
|  | Francia (bandiera)     |  | Christophe Riblon       | 1981 |  |  |
|  | Francia (bandiera)     |  | Sébastien Turgot        | 1984 |  |  |
|  | Belgio (bandiera)      |  | Johan Vansummeren       | 1981 |  |  |
|  | Francia (bandiera)     |  | Alexis Vuillermoz       | 1988 |  |  |

## Palmarès

### Corse a tappe
World Tour
- Volta Ciclista a Catalunya

3ª tappa (Domenico Pozzovivo)
- Critérium du Dauphiné

5ª tappa (Romain Bardet)
- Tour de France

8ª tappa (Alexis Vuillermoz)
18ª tappa (Romain Bardet)
- Vuelta a España

19ª tappa (Alexis Gougeard)
Continental
- Tour du Haut-Var

2ª tappa (Ben Gastauer)
Classifica generale (Ben Gastauer)
- Critérium International

3ªtappa (Jean-Christophe Péraud)
Classifica generale (Jean-Christophe Péraud)
- Giro del Trentino

3ª tappa (Domenico Pozzovivo)
- Quatre Jours de Dunkerque

3ª tappa (Alexis Gougeard)
- Tour de l'Ain

4ª tappa (Pierre Latour)
- Tour du Gévaudan Languedoc-Roussillon

2ª tappa (Alexis Vuillermoz)
- Eurométropole Tour

Prologo (Alexis Gougeard)
Classifica generale (Alexis Gougeard)

### Corse in linea
Continental
- Drôme Classic (Samuel Dumoulin)

- Classic Loire Atlantique (Alexis Gougeard)

- Grand Prix de la Somme (Quentin Jauregui)

- Grand Prix de Plumelec-Morbihan (Alexis Vuillermoz)

- International Road Cycling Challenge (Alexis Vuillermoz)

- Giro del Piemonte (Jan Bakelants)

- Giro dell'Emilia (Jan Bakelants)

### Campionati nazionali
- Campionati canadesi

Cronometro (Hugo Houle)

### Campionati mondiali
Nota: nei campionati mondiali gli atleti gareggiano rappresentando la propria federazione, e non la squadra di appartenenza.
- Ciclismo ai XVII Giochi panamericani

In linea (Hugo Houle)

## Classifiche UCI

### Calendario mondiale UCI
Individuale
Piazzamenti dei corridori della AG2R La Mondiale nella classifica individuale dell'UCI World Tour 2015.
| Pos. | Ciclista           | Punti |
| ---- | ------------------ | ----- |
| 18   | Domenico Pozzovivo | 242   |
| 23   | Romain Bardet      | 206   |
| 66   | Jan Bakelants      | 59    |
| 77   | Alexis Vuillermoz  | 49    |
| 104  | Christophe Riblon  | 31    |
| 130  | Alexis Gougeard    | 16    |
| 143  | Mikaël Cherel      | 10    |
| 171  | Samuel Dumoulin    | 5     |
| 191  | Patrick Gretsch    | 2     |
| 202  | Sébastien Turgot   | 1     |
| 206  | Rinaldo Nocentini  | 1     |

Squadra
La squadra AG2R La Mondiale ha chiuso in undicesima posizione con 587 punti.